# Meromyza curvinervis
Meromyza curvinervis är en tvåvingeart som först beskrevs av Zetterstedt 1848.  Meromyza curvinervis ingår i släktet Meromyza och familjen fritflugor. Arten är reproducerande i Sverige. Inga underarter finns listade i Catalogue of Life.